# 実材母
実材母（さねきのはは、生没年不詳（建保年間〜正応年間か）は、鎌倉時代の女流歌人。『権中納言実材卿母集』の作者。西園寺公経の五男実材を産んだことからこの名で呼ばれる。また、歌人となった佐分親清の娘達の母でもある。

## 経歴
出自は不明だが、家集に母危篤の知らせを受けて伊予に下向する件や、伊豆三島社（三嶋大社）に詣でた際、伊予にて常に参りなれていたので懐かしい（歌集冒頭に出てくる伊予の三島社=大山祇神社のことと考えられる）と詠んでいることから、伊予が出身地だったかも知れない。また、公卿補任は西園寺実材の母を「舞女」としており、白拍子をしていたと考えられている。
一度佐分親清の妻となった後、西園寺公経の寵愛を受け、室町家（四辻家）の祖となった実藤を1227年（嘉禄3年）に産み、実材を1229年（寛喜元年）に産んだ。後深草天皇の寵妃で幸仁親王の母となる西園寺成子（大納言二位局）を産んだとも言われる。公経の没（1244年（寛元2年））後、親清と復縁。親清との間には、1男（親時）と5女をもうけた。1267年（文永4年）実材に、その後親時に先立たれた。1277年（建治3年）頃、晩年の弁内侍とのやりとりがあった。夫親清の没後、何らかの紛争を抱え、それを訴えるため東国に下向している。そうした中、親清との間の長女に先立たれ、自らも病を得て出家する。晩年は、残された娘達と共に、歌を詠み交わしつつ、先立った家族の菩提を弔う日々だったことが家集から窺えるが、1287年（弘安10年）頃に再び上京、藤原行家の子で歌人だった九条隆博との贈答が見える。

## 逸話
彼女自身は中央の歌壇で活躍することはなかったが、政界の最高実力者であり多芸多才な文化人でもあった西園寺公経等を通じてか、あるいは娘達を通じてか、著名な歌人との交流が家集に見られる。折々に詠んでいた歌を、春・夏・秋・冬・恋・雑の部立を持つ小規模な家集にして、出家隠棲していた弁内侍に送り評を請うたところ、称賛の歌を贈られ、感激したという。
この後、彼女は弁内侍に、料紙三十帖を贈っている。弁内侍からの返事、
また後年、長女を失い、哀傷歌を中心とした歌集を送って、
歌の批評というより、異なる人生を生きてきた二人の女性の、共感の贈答歌となっている。

## 作品
私家集
- 『権中納言実材卿母集』（宮内庁書陵部蔵）
  - 他に伝存資料のない孤本。また、実材母についての情報自体、この家集以外にはほとんどなく、ほぼ唯一の伝記資料となっている。
  - 全887首を収める。主に後半生の様々な出来事や日常の折に触れての歌の中に、部立てのはっきりした小歌集と見られる部分や、百首歌、東国下向の旅日記、娘を悼む哀傷歌集等のまとまった部分がいくつかある。